# Mephitis mephitis

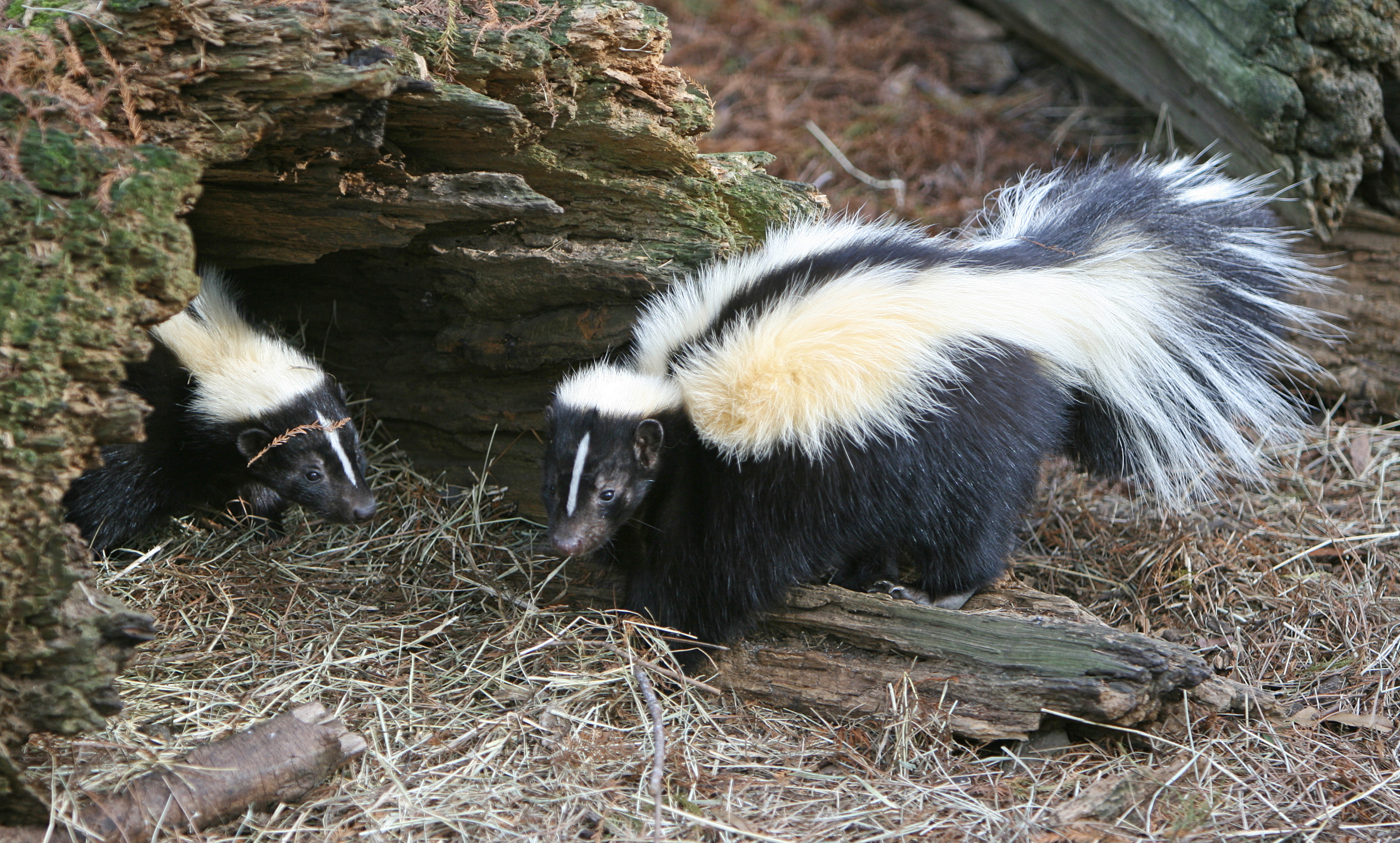

La mofeta rayada o zorrillo listado (Mephitis mephitis) es una especie de mamífero carnívoro de la familia Mephitidae. Es posiblemente la especie de mofeta más extendida en Norteamérica. Habita desde Canadá hasta los estados del norte de México.

## Descripción
Su nombre común viene de las dos rayas blancas que tiene en el dorso. Los ejemplares adultos pueden pesar desde 1,1 hasta 6,8 kg, aunque el peso medio es 2,7 a 3,6 kg. La longitud de esta especie de la cabeza y el cuerpo (sin incluir la cola) es de 33 a 46 cm. Los machos tienden a ser alrededor de un 10% más grandes que las hembras. La cola peluda mide 18 a 25 cm.

## Comportamiento

### Alimentación
Es omnívoro, alimentándose de invertebrados, roedores, semillas y frutos posee la dentadura de un carnívoro con 34 dientes.

### Defensa
Como todas las especies de su familia posee glándulas anales que secretan un líquido maloliente que puede ser expulsado para defenderse de los depredadores, alcanzando, si hay viento favorable, una distancia de hasta cinco y seis metros, aunque habitualmente es sólo efectiva a unos dos metros. Su olor es tan fuerte que impregna los objetos que alcanza durante varias semanas, y si llega a los ojos, es capaz de causar ceguera temporal en el hombre. Los componentes de esta sustancia actúan al mismo tiempo como feromonas y alomonas, y sus principios activos se componen de tres compuestos sulfurosos, el metilcrotil sulfuro y el  crotil e isopentenil mercaptano.

## Subespecies
Se reconocen las siguientes subespecies:
- Mephitis mephitis mephitis
- Mephitis mephitis avia
- Mephitis mephitis elongata
- Mephitis mephitis estor
- Mephitis mephitis holzneri
- Mephitis mephitis hudsonica
- Mephitis mephitis major
- Mephitis mephitis mesomelas
- Mephitis mephitis nigra
- Mephitis mephitis notata
- Mephitis mephitis occidentalis
- Mephitis mephitis spissigrada
- Mephitis mephitis varians